# NGC 5075
NGC 5075 (другие обозначения — ZWG 44.65, NPM1G +08.0322, PGC 46424) — эллиптическая галактика (E) в созвездии Дева.
Этот объект входит в число перечисленных в оригинальной редакции «Нового общего каталога».